# Enrico Nova
Enrico Nova (Brescia, 19 novembre 1938 – Brescia, 10 novembre 1998) è stato un calciatore italiano, di ruolo attaccante.

## Caratteristiche tecniche
Centravanti alto e forte fisicamente, era un attaccante di manovra, bravo a difendere la palla per la squadra; per queste sue caratteristiche ha realizzato un numero limitato di reti.

## Carriera
Cresciuto calcisticamente nel Brescia, squadra della sua città con la quale esordisce in Serie B a 18 anni, gioca in Serie A grazie al trasferimento ai cugini dell'Atalanta nell'estate del 1959; viene inizialmente acquistato in comproprietà, per 20 milioni di lire.
Esordisce nella massima serie il 20 settembre 1959, nella sconfitta per 4-0 sul campo della Sampdoria; il suo miglior bottino in Serie A è di 8 reti, nelle stagioni 1960-1961 e 1965-1966, nella quale contribuisce alla salvezza dei bergamaschi allenati da Stefano Angeleri. Il 28 gennaio 1963, a causa dell'infortunio del portiere titolare Zaccaria Cometti (frattura della tibia), gli subentra a difesa della porta atalantina nella partita interna contro la Juventus, persa per 6-3. Con l'Atalanta disputa otto stagioni, totalizzando 199 presenze nella massima serie e vincendo la Coppa Italia nel 1963.
Nel 1967 scende in Serie B, ingaggiato dal Palermo per 23 milioni di lire, su richiesta dell'allenatore Carmelo Di Bella. Con i siciliani conquista la promozione nel campionato di Serie B 1967-1968, giocato da titolare con 33 presenze e 8 reti. Riconfermato anche per le due successive stagioni nella massima serie, disputa in tutto 2 partite, e nel novembre 1969 passa al Piacenza, con cui disputa il suo ultimo campionato cadetto. Chiude la carriera nelle categorie minori, con la Gaviese e la Pergolettese.

## Palmarès

### Club

#### Competizioni nazionali
- Coppa Italia: 1

Atalanta: 1962-1963
- Campionato italiano di Serie B: 1

Palermo: 1967-1968